# Anna Drijver
Anna Drijver (født 1. oktober 1983 i Haag) er en hollandsk teaterskuespillerinde og model. Hun har arbejdet som model siden hun var 14 år gammel, og har spillet med i tv-serien Goede Tijden, Slechte Tijden, samt filmene Flirt og Bride Flight. Hun har også optrådt i et teaterstykke kaldet "Uitgedokterd".

## Fodnoter
1. ↑  Gons, Piet Hein (2008-02-10). "Drijver-seat" (nederlandsk). MijnNL.nl. Arkiveret fra originalen 29. juni 2008. Hentet 2008-04-27.